# Frumpy
Frumpy — немецкая группа в стиле прогрессив/краут-рок, базировавшаяся в Гамбурге и активная с 1970—1972 и с 1990—1995 годы. Основанная после распада фолк-рок-группы The City Preachers, Frumpy выпустили четыре альбома в 1970—1973 годах и добились значительного коммерческого успеха. Немецкая пресса провозгласила их лучшей немецкой рок-группой своего времени, а их вокалистку Ингу Румпф — «величайшим индивидуальным вокальным талантом» современной немецкой рок-сцены. Они распались в 1972 году, хотя различные участники работали вместе в разное время в течение следующих двух десятилетий и снова воссоединились в 1989 году, выпустив ещё три альбома в течение пяти лет, после чего опять распались.

## Формирование
Все участники играли в фолк-рок-группе The City Preachers, основанной в 1965 году ирландцем Джоном O’Брайаном Докером. В 1968 году группа рассталась с O’Брайаном Докером и несколькими другими музыкантами. Певица Инга Румпф, вокалистка с характерным «не-женственным» звучанием, которую часто сравнивают с Дженис Джоплин, продолжала использовать название группы с составом, в который входили барабанщик Удо Линдерберг, певица Краус, Дагмар, французский органист Жан-Жак Кравец и басист Карл-Хайнц Шотт. Весной 1969 года Линденберг покинул группу, чтобы начать сольную карьеру и был заменён Карстеном Боном, который к ноябрю того же года разочаровался в Краузе и призвал группу следовать новому творческому направлению, «сплаву рока, блюза, классики, фолка и психоделии.»
Реформировавшись в марте 1970 года под названием Frumpy (игра слов на фамилии Румпф, вдохновлённая словом «frumpy» в каталоге записей CBS) новый состав Румпф, Бонн, Кравец и Шотт дебютировал на Международном фестивале поп-музыки и блюза в Эссене в апреле 1970 года, когда были записаны две их песни «Duty» и «Floating», которые были выпущены на концертном сборнике Pop & Blues Festival '70. За этим последовали новые гастроли во Франции, Германии и Нидерландах, выступление на Кильском фестивале прогрессивной поп-музыки в июле 1970 года и на фестивале любви и мира под открытым небом в Фемарне 6 сентября 1970 года.

## Записи
В августе 1970 года они записали свой дебютный альбом All Will Be Changed. В целях продвижения альбома группа отправилась в пятидесятидневный тур по Германии со Spooky Tooth, а также сыграла на разогреве у Yes, Humble Pie и Renaissance. Альбом получил признание критиков и коммерческий успех.
Первоначально группа играла без гитариста, что было необычно для рок-жанра, и вместо этого группа широко использовала «космические [Хаммондские] органные экскурсии» Кравец и его мощную вращающуюся акустическую систему Leslie Rotating Speaker System, устройство для модификации звука и частотной модуляции. Румпф говорила: «Вначале мы были достаточно счастливы как квартет. Я играла и сочиняла исключительно на акустической гитаре. Лишь позже мы начали писать песни, которые требовали гитары.» В 1971 году, незадолго до того, как группа начала записывать свой второй альбом, названный просто 2, они наняли в состав бывшего гитариста Sphinx Tush Райнера Бауманна. Альбом, «более тяжелый и зрелый прогрессив-рок с классическим подтекстом в органной ([и] иногда] меллотронной) работе Кравеца», повторил успех первого и дал группе хит-сингл с песней «How the Gipsy Was Born», которая станет их «фирменной мелодией»." Немецкий музыкальный журнал Musikexpress назвал Frumpy лучшим немецким рок-исполнителем года, в то время как Инга Румпф, по-разному описываемая как «дымная», «демоническая» и «ревущая», была названа национальной газетой Frankfurter Allgemeine Zeitung быть «величайшим индивидуальным вокальным талантом» немецкой рок-сцены.
Из-за «музыкальных разногласий» Кравец покинул группу в начале 1972 года, чтобы работать с Линденбергом и его группой Das Panik Orchester, а также записать сольный альбом Kravetz (1972), в котором участвовали Румпф и Линденберг. В Frumpy его заменил Эрвин Кама, который ранее играл в Murphy Blend, и появился на нескольких треках третьего альбома Frumpy By The Way, перед тем, как его вытеснили в середине записи в марте 1972 года, когда Кравец вернулся в группу. Бауманн выразил желание начать сольную карьеру и 26 июня 1972 года группа сыграла «прощальный концерт» с Томасом Кречмером на гитаре. В августе 1972 года Musikexpress опубликовал группе некролог. Он заканчивался словами: «Мы просим вас воздерживаться от сообщений с соболезнованиями, так как скоро вы будете получать известия от Инги, Карла-Хайнца и Жана-Жака под другим именем.»
Двойной концертный альбом Live был выпущен «посмертно» в 1973 году.

## Проекты после Frumpy
Вскоре после того, как Frumpy распущена, Румпф, Кравец и Шотт взяли гитариста Фрэнка Дица и барабанщика Курт Кресса из мюнхенского джаз-фьюжн-коллектива Emergency и сформировали «супергруппу», названную Atlantis. В 1972 году Atlantis, которую называли «Frumpy, переупакованная в более коммерческий хард-рок стиль» записала одноимённый первый альбом Atlantis, выпущенный в начале 1973 года. Тогда же Румпф читателями Musikexpress была признанна «Лучшей рок-певицей женского пола». В последующем туре Диц и Кресс были заменены Джорджем Мейером и Линденбергом, а по его окончании их заменили Дитер Борншлегель и Ринго Фанк. Затем они выпустили альбом It’s Getting Better (1973), который имел сильное влияние афробита и вынудил Die Zeit назвать Румпф «суперзвездой», после чего в начале 1974 года Кравец покинул группу и присоединился к Randy Pie. Шнелле снова заменил Адриан Аскью, а Борншлегеля Алекс Конти из группы Curly Curve. Третий альбом Ooh Baby (1974) был написан в основном Аскью и Конти и ориентирован на звучание в духе P-funk, а группа гастролировала по США на розогреве у Aerosmith и Lynyrd Skynyrd. После дальнейших изменений в составе были выпущены ещё два альбома: Get On Board (1975) и Live (1975) но, несмотря на коммерческий успех в Германии, группа распалась в январе 1976 года. 23 февраля 1983 года участники-основатели отыграли разовый реюнион-концерт в Гамбурге.

## Воссоединение
В 1989 году Румпф, Бон и Кравец реанимировали Frumpy и выпустили два альбома Now! (1990) и News (1991), но в 1995 году группа была снова распущена.

## Дискография
- All Will Be Changed (1970)
- Frumpy 2 (1971)
- By the Way (1972)
- Live (1973)
- Inga Rumpf — Second-Hand Mädchen[11] (1975)
- Now! (1990)
- News (1991)
- Live NinetyFive (1995)